# Francisco Abal
Francisco Abal (ur. 24 czerwca 1951 w Montevideo, zm. 13 października 1972 w Andach) – urugwajski rugbysta, ofiara katastrofy lotu Fuerza Aérea Uruguaya 571.

## Życiorys
Był synem właściciela fabryki papierosów. Ukończył szkołę Colegio Stella Maris. Po rozwodzie rodziców mieszkał z ojcem, z którym miał złe kontakty. Z tego względu nawiązał bliskie relacje z rodziną Parrado i stał się jej przybranym członkiem. Spędzał w ich domu weekendy, uczestniczył w rodzinnych uroczystościach i wycieczkach. Traktował Fernando i Susanę jak biologiczne rodzeństwo.
W wieku 15 lat zaczął trenować rugby w XV Stella Maris First, juniorskiej drużynie Old Christians Club. W 1969 przeszedł do głównego zespołu.
W październiku 1972 znalazł się w składzie drużyny na wyjazd sparingowy do Chile. Wyczarterowany od sił powietrznych samolot wystartował z Montevideo rano 12 października. W trakcie lotu Abal siedział w prawym rzędzie siedzeń, początkowo po stronie przejścia, obok Fernando Parrado, jednak później zmienili się miejscami i Francisco usiadł przy oknie. Po południu samolot musiał lądować w Mendozie w Argentynie z powodu złych warunków pogodowych. Lot kontynuowano nazajutrz, 13 października. Dwadzieścia minut przed planowanym lądowaniem w Santiago samolot rozbił się o bezimienne wzniesienie w pobliżu wulkanu Tinguiririca. W wyniku katastrofy Abal odniósł ciężkie obrażenia, miał krwotok śródmózgowy. Został przeniesiony na tył wraku, gdzie układano ciężej rannych. Zmarł pierwszej nocy. Rano 14 października, studenci medycyny Roberto Canessa i Gustavo Zerbino stwierdzili jego zgon i pochowali ciało w śniegu.
20 stycznia 1973 spoczął w zbiorowym grobie ofiar katastrofy.